# Metallus albipes
Metallus albipes – gatunek błonkówki  z rodziny pilarzowatych i podrodziny Blennocampinae.
Gatunek ten po raz pierwszy opisał w 1875 roku Peter Cameron pod nazwą Phaenusa albipes.
Owady dorosłe osiągają 2,5–4 mm długości ciała. Czułki mają smuklejsze niż inni przedstawiciele rodzaju, u samic  ósmy ich człon jest ponad dwukrotnie dłuższy niż szeroki. Głowa pozbawiona jest listewek zapoliczkowych. Odwłok ma barwę smolistą lub czarną, a odnóża są w całości białe. Skrzydła są prawie przezroczyste.
Larwy są oligofagicznymi foliofagami, minującymi liście roślin z rodzaju Rubus, w tym jeżyny fałdowanej oraz uprawnych odmian maliny właściwej i jeżyny krzewiastej. Owady dorosłe pierwszego pokolenia spotyka się w maju i czerwcu, a drugiego w lipcu i sierpniu.
Gatunek podawany z Czech, Finlandii, Holandii, Niemiec, Polski, Rosji, Rumunii, Szwecji, Węgier i Wielkiej Brytanii.